# Gare de Cintegabelle
Gare de Cintegabelle vasútállomás Franciaországban, Cintegabelle településen.

## Vasútvonalak
Az állomást az alábbi vasútvonalak érintik:
- Portet-Saint-Simon–Puigcerdà-vasútvonal

## Kapcsolódó állomások
A vasútállomáshoz az alábbi állomások vannak a legközelebb:
- Gare d’Auterive
- Gare de Saverdun